# Jordi Llimona i Barret
Jordi Llimona i Barret (Barcelona, 20 de maig de 1924 - 11 de setembre de 1999) fou un religiós i escriptor català, fill de Rafael Llimona i Benet.

## Biografia
Fill del pintor Rafael Llimona i net de l'escultor Josep Llimona, sempre va estar fascinat per la figura de sant Francesc d'Assís. Ingressà a l'Orde dels Germans Menors Caputxins el 1942, el 1950 fou ordenat sacerdot, el 1951 va ser director del Centre Filosòfic d'Olot i el 1969 es llicencià en teologia a la Universitat Gregoriana de Roma. Com a pensador seguia la línia de Pierre Teilhard de Chardin, amb un pensament religiós sempre en recerca i amb hipòtesis agosarades. Les tesis evolutives de Teilhard de Chardin li són el punt a partir del qual Jordi LLimona observa i analitza les relacions Església-Estat. el porta a un optimisme existencial i escatològic que li permet de fer una reflexió teològica serena i tolerant, gens agressiva, integradora de tothom i dialogant amb tothom, respectuosa de la pluralitat i de la llibertat. El seu pensament se centra en una cosmovisió positiva i dinàmica de l'existència, i com a exponent d'un cristianisme compromès amb els valors de la llibertat, solidaritat i progrés, així com fidel a la cultura i a la nació catalana.
Ha estat membre de l'Associació d'Escriptors en Llengua Catalana i ha col·laborat a les publicacions Destino, Presència, Avui, Criterion, Qüestions de Vida Cristiana, Catalunya Franciscana i Diari de Barcelona. Apassionat defensor del Concili del Vaticà II, participà en la caputxinada (1966) i el 1970 fou obligat a deixar la docència a la Facultat de Teologia de Barcelona per les seves idees poc ortodoxes. Com a membre del Grup Independents pel Socialisme (amb Alexandre Cirici i Pellicer, Maria Aurèlia Capmany i Joan Manuel Serrat), participà en la fundació del PSC-Congrés. El 1999 va rebre la Creu de Sant Jordi i la Medalla d'Honor de Barcelona.

## Obres
- L'Església i l'estat (1963)
- Sempre nòmades (1970)
- Fe sense fronteres (1973)
- Humans tanmateix (1973)
- Com entendre la Bíblia (1979)
- Jesús de Natzaret (1980)
- Els nostres àngels (1981).
- La noia de Cadaqués i altres històries (1970)
- Per una mort més humana (1991)
- L'hora dels pobles (1993)
- Viure (1996)
- La tolerància i els seus fonaments (1997)